# Melita Osojnik
Melita Osojnik, slovenska pevka, avtorica, izvajalka predstav za otroke in koncertov za odrasle, * 12. februar 1958, Senovo.
Poje od ranega otroštva. Leta 1966 je z ansamblom Franja Bergerja kot najmlajša v Jugoslaviji posnela svojo prvo ploščo Očkov praznik (založba Jugoton, Zagreb). Tej plošči so sledile še druge v podobnem slogu. Po osnovni šoli na Senovem je leta 1972 odšla na šolanje v Ljubljano. Leta 1981 je na Pedagoški akademiji v Ljubljani diplomirala iz slovenskega jezika in zgodovine.
V letih 1977/82 je bila pevka akustične skupine Sedmina. S to, takrat kultno skupino, ki sta jo ustanovila skupaj s tedanjim možem Venom Dolencem, je gostovala po Sloveniji, Jugoslaviji in v tujini. Leta 1980 je skupina posnela LP z naslovom MELITA IN VENO DOLENC – SEDMINA, leta 1982 pa SEDMINA – II. DEJANJE.
Leta 1994 je začela svojo samostojno glasbeno pot in se posvetila ustvarjanju za odrasle in otroke. Njene izdaje za odrasle predstavljajo uglasbeno poezijo priznanih slovenskih pesnic in pesnikov.
Od leta 1995 ustvarja tudi projekte za otroke: zgoščenke z pesmicami, glasbenimi pravljicami in delavnicami. S svojim kvalitetnim in nekomercialnim pristopom je obogatila ponudbo tovrstnih izdaj za osnovne in srednje šole, vrtce in glasbene šole. Sodeluje z različnimi glasbeniki.
Od leta 1995 ima status samzaposlene v kulturi. Leta 2004 je ustanovila zasebni zavod GLASBENO GLEDALIŠČE MELITE OSOJNIK. K sodelovanju je povabila priznane umetnike: pesnike, skladatelje, igralce, plesalce, scenariste, koreografe in kostumografe. Z njimi ustvarja glasbene in glasbeno-lutkovne predstave za otroke, ki so redno v programih festivalov, abonmajev, v programih novoletnih prireditev, veliko pa gostuje tudi v vrtcih in šolah. Trenutno nastopa s osmimi različnimi predstvami in animacijami za otroke. Poleg tega s programom za odrasle koncertira po vsej Sloveniji.
Od leta 2014 do leta 2019 je bila članica skupine Moje drage dame, ki jo vodi Matjaž Jarc.

## Glasbene izdaje za odrasle
- On je bil veter, avtorski prvenec, zgoščenka (1994)
- Poljub višine, zgoščenka (1997)
- Žar ptica, zgoščenka, (2000)
- Melita z godci, slovenske ljudske pesmi, zgoščenka (2007)
- Pesem, izbor šansonov, zgoščenka (2008)
- Zlata lina, zgoščenka (2016)

## Glasbene izdaje za otroke
- Zeleni škrat ariel, kaseta (1995)
- Take mačje, take mišje..., pesmi za otroke, kaseta (1998)
- Marko skače - Slovenske ljudske pesmi za otroke, kaseta (1999)
- Sonce čez hribček gre, zgoščenka (2000)
- En kovač konja kuje - slovenske ljudske izštevanke, zgoščenka (2001)
- Pesmice za malčke, zgoščenka (2002)
- Zgodba o izgubljeni dudi, glasbena pravljica, zgoščenka (2003)
- Sonce čez hribček gre, včasih pa tudi ne..., glasbena pravljica, zgoščenka (2003)
- Melita, nauči me pesmico, glasbena delavnica, zgoščenka (2003)
- Zlata  roža – pesmi klasičnih skladateljev za otroke, zgoščenka (2004)
- Pravljica o zlati roži, glasbena pravljica, zgoščenka (2004)
- Melitine uspavanke, zgoščenka (2004)
- Melita, nauči me pesmico 2, glasbena delavnica, zgoščenka (2005)
- Čarobna smrečica, glasbena pravljica, zgoščenka (2006)
- Šopek najlepših pesmic za otroke, zgoščenka (2007)
- Živalski vrtiljak - pesmi o živalih, zgoščenka (2007)
- Pesmice za dobro voljo - pesmi za otroke, zgoščenka (2008)
- Melita, nauči me pesmico 3, zgoščenka (2011)
- Take mačje, take mišje..., pesmi za otroke, zgoščenka (2011)
- Od izvira do morja - pesmice o vodi, zgoščenka (2011)
- Vilinske gosli - pesmi klasičnih skladateljev, zgoščenka (2011)
- Potepušček - pesmi za otroke zgoščenka (2012)
- Pomladno sončece, zgoščenka (2014)
- Maček Kazimir in miška Valentina, glasbena pravljica, zgoščenka (2014)
- To je blo v tistem čas, zgoščenka (2015)
- Hvaležni medved, glasbena pravljica, zgoščenka (2016)
- Čarobni potoček, glasbena pravljica, zgoščenka (2019)
- Povodni mož, glasbena pravljica, zgoščenka (2022)

## Knjige za otroke
- Zgodba o izgubljeni dudi, ilustracije Metoda Postolski Košir (2004)
- Pravljica o zlati roži, ilustracije Metoda Postolski Košir (2004)
- Sonce gre na potep, ilustracije Veno Dolenc (2006)
- Čarobna smrečica, ilustracije Grega in Dare Birsa (2008)

## Sodelovanje s TV Slovenija
Za  TV Slovenija je posnela 32 glasbenih videospotov na temo slovenskih ljudskih pesmi in izštevank in serijo 20 oddaj z naslovom Naučimo se pesmico z Melito Osojnik.
Leta 2006 je za TV Slovenija posnela štiri 20 minutne oddaje o življenju in delu W. A. Mozarta.